# Knemodynerus chiengmaiensis
Knemodynerus chiengmaiensis är en stekelart som beskrevs av Gusenleitner 1996. Knemodynerus chiengmaiensis ingår i släktet Knemodynerus och familjen Eumenidae. Inga underarter finns listade i Catalogue of Life.